# Феодотиане

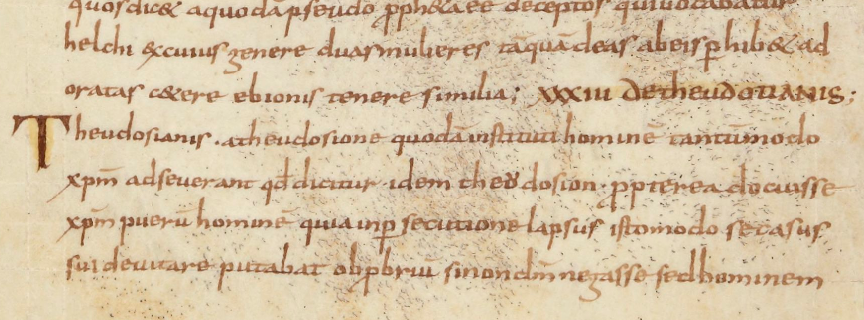
Августин о феодотианах в сочинении «De Haeresibus ad Quodvultdeum Liber Unus» («Ереси, попущением Бога, в одной книге»). «Smaragdus». рукопись IX века.

Феодотиа́не (др.-греч. θεοδοτιανοί; лат. theodotiani; др.-рус. фѣодотинє) — ересь или секта II века, получившая своё название от имени Феодота.
Эта ересь описана в конце  IV века Епифанием в «Панарионе» в числе 80 ересей. Епифаний знает о феодотианах только из письменных источников.
Феодот родился в Византии и был кожевником, хотя получил хорошее образование. Во время одного из гонений на христиан (какого Епифаний не знает) Феодот был вместе с другими схвачен и был мучим. Во время мучения Феодот отрекся от Христа. После того как гонение на христиан закончилось, для того чтобы оправдать своё отречение Феодот создаёт новое вероучение. Согласно этому учению, Христос не Бог, а простой человек. По этой причине Феодот от Бога не отрекался, а отказался от простого человека. Епифаний говорит о том, что Феодот ранее принадлежал к ереси алогов. По этой причине, как алоги, феодотиане не признавали Евангелие от Иоанна и другие сочинения, приписываемые Иоанну, особенно Апокалипсис. 
Ранние неизвестные авторы, которых цитирует Евсевий Кесарийский в книге «Церковная история» (вероятно  Епифаний почерпнул сведения отсюда) сообщают бо́льшие подробности о Феодоте и его последователях. Феодот жил в Риме, в одно время с епископом Римским Виктором (конец II века). Феодот первый заявил о том, что Христос — простой человек. За это Виктор отлучил Феодота от церкви. После смерти Виктора два ученика Феодота: Асклепиодот и меняла Феодот уговорили одного епископа исповедника Наталию быть их архиереем за сто пятьдесят динариев в месяц. Наталий некоторое время был епископом у феодотиан, после чего принёс покаяние за отступничество и симонию и возвратился в Церковь, где был принят епископом Зефирином. Евсевий Кесарийский сообщает о том, что феодотиане спокойно подделывали Священное Писание; в самом Священном Писании феодотиане усердно старались найти некий силлогизм для утверждения своего вероучения. Одни из феодотиан считали, что никогда не сделался Богом, даже при схождении Духа; в то время как другие феодотиане считали, что Христос стал Богом после воскресения из мертвых. 
Некоторые из феодотиан прилежно занимались изучением геометрии Эвклида, восхищались сочинениями Аристотеля и Теофраста; с большим уважением относились к Галену. 
Филастрий в книге «Liber de Haeresibus» посвятил Феодоту 50 главу.  